# Goranština

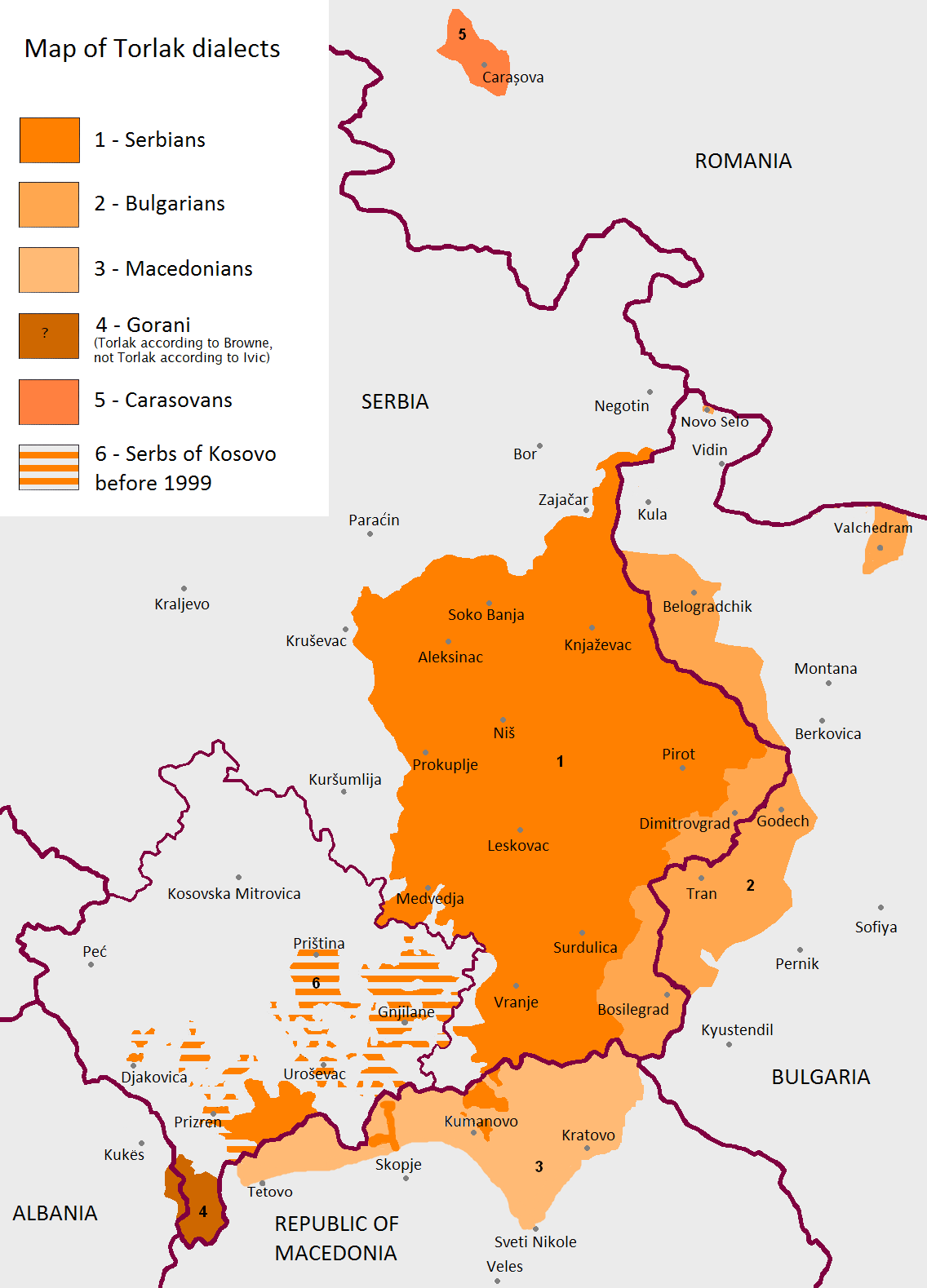
Mapa torlackých dialektů – goranština tmavě oranžově na jihu Kosova

Goranština (goransky goranski či našinski) je nářečí torlačtiny, dialektu či jazyka na pomezí západních a východních jihoslovanských jazyků. Mluví jím Gorani, slovanské etnikum žijící v jižním výběžku Kosovské republiky a v přilehlých oblastech.